# Bart Yates
Bart Yates é um escritor norte-americano, autor do romance  Leave Myself Behind, premiado em 2004 com o Alex Award, e de The Brothers Bishop. Vive actualmente no Iowa.